# Battaglia di Paju
La Battaglia di Paju fu combattuta nel piccolo villaggio di Paju, parte del comune di Tõlliste, nella Valgamaa, a circa 6 km da Valga, in Estonia il 31 gennaio 1919 durante la Guerra d'indipendenza estone. Le truppe estoni e finlandesi (Heimosodat) guidate dal colonnello Hans Kalm unite alle truppe dell'Armata Bianca del generale Julius Kuperjanov, comandante anche del celebre Battaglione Tartumaa, (tuttora esistente nell'Esercito estone e presente alla battaglia) si scontrarono con le truppe della RSS Lettone unite alle truppe dell'Armata Rossa guidate da Emīls Vītols arrecando ai loro reparti una grave sconfitta.
Si trattò di una vittoria decisiva per la lotta indipendentista estone perché da questo momento in poi le sorti del conflitto cambiarono a chiaro vantaggio della nascente Estonia.

## Storia
Il 28 novembre 1918 l'Estonia, che il 24 febbraio si era proclamata indipendente, venne attaccata dall'Armata Rossa con un'offensiva su Narva, che venne subito conquistata, e il giorno seguente fu proclamato il nuovo governo bolscevico sostenuto dalla Comunità dei lavoratori estoni e presieduto da Jaan Anvelt. L'Armata Rossa inizialmente ebbe la meglio, arrivando quasi fino a Tallinn ma tra dicembre e gennaio iniziò la controffensiva estone supportata soprattutto da britannici, finlandesi e russi bianchi.
Il 9 gennaio venne riconquistata Tapa, il 12 gennaio Rakvere, il 14 gennaio Tartu e il 19 gennaio anche Narva. Tuttavia intanto il 3 gennaio l'Armata Rossa aveva conquistato Riga, in Lettonia.
La conquista di Tartu, snodo ferroviario importantissimo tra l'Estonia e Riga, aveva però riacceso la possibilità di una riconquista veloce anche di questa città ma per farlo era indispensabile riconquistare prima Valga, al confine con la Lettonia, per liberare quindi tutta la ferrovia. Ma per riprendere prima anche Valga si doveva sconfiggere le truppe bolsceviche lettoni appostate a Paju e per questo fu richiesto al generale bianco Julius Kuperjanov di organizzare il piano di attacco con il Battaglione Tartumaa.

## Battaglia
Il 30 gennaio partigiani estoni entrarono a Valga ma furono velocemente respinti.
Il giorno seguente quindi Kuperjanov diede l'ordine di attacco con le sue forze, pari a 300 uomini, 2 cannoni e 13 mitragliatrici ma nessun treno corazzato, impossibili da usare per colpa della distruzione da parte dei bolscevichi del vicino ponte ferroviario di Sangaste.
Le truppe lettoni e russe bolsceviche invece erano meglio armate con 1200 uomini, 4 cannoni, 32 mitragliatrici, un treno corazzato e anche 3 auto corazzate. 
La battaglia si svolse quindi direttamente in campo aperto.
Nel primo assalto da parte del Battaglione Tartumaa contro la postazione nemica appostata nel maniero di Paju, a 400 metri le truppe lettoni aprirono il fuoco infliggendo gravi perdite agli estoni e Kuperjanov stesso rimase gravemente ferito (morirà due giorni dopo, il 2 febbraio).
Il comando del Battaglione fu quindi affidato al vice, Johannes Soodla. 
In aiuto del Battaglione Tartumaa arrivarono nel pomeriggio altre truppe estoni e finlandesi guidate dal colonnello Hans Kalm per un totale di 380 uomini che attaccarono di nuovo il maniero con 4 cannoni e 9 mitragliatrici in un attacco frontale che causò gravi perdite stavolta agli occupanti.
Il maniero e quindi tutta Paju furono liberate in serata quando estoni e finlandesi dell'Heimosodat entrarono nel maniero dopo uno scontro corpo a corpo con gli occupanti nella tenuta. 
Sconfitte così le truppe bolsceviche furono costrette ad una pesante e disorganizzata ritirata resa ancora più difficoltosa dal fuoco nemico. 
Il giorno seguente, il 1º febbraio, gli estoni entrarono finalmente a Valga senza resistenza.

## Conseguenze
Con la conquista di Valga gli estoni riuscirono ad aprire una grande falla tra le truppe bolsceviche che, con gravi perdite e senza il controllo sufficiente della ferrovia (e quindi dei treni corazzati, essenziali), non riuscirono più a riorganizzarsi adeguatamente per sferrare un nuovo contrattacco, lasciando campo libero ai nuovi invasori di penetrare a fondo nella Lettonia e di arrivare seriamente a minacciare di entrare a Riga insieme alle truppe indipendentiste lettoni.
Il generale Kuperjanov intanto per le ferite riportate nel primo assalto al maniero, morì il 2 febbraio, da eroe, e per questo il Battaglione Tartumaa fu ribattezzato "Battaglione partigiano Kuperjanov" tutt'oggi presente nell'esercito estone con i due nomi.

## Dopoguerra
Oggi a ricordo della battaglia a Paju, non lontano dal maniero, è presente un imponente memoriale a forma di piramide con tre piani e fatto di granito. 
È stato inaugurato il 31 gennaio 1994, tre anni dopo l'indipendenza dall'Unione Sovietica, da Lennart Meri, primo presidente dell'Estonia, per il settantacinquesimo anniversario dalla battaglia ed è tutt'oggi visitabile e meta di turismo ogni anno.